# Pieter Hendriks
Pieter Hendriks (Douglas, 13 aprile 1970) è un ex rugbista a 15 sudafricano, tre quarti ala campione del mondo nel 1995 con gli Springbok.

## Biografia
Studente superiore alla Standerton Hoërskool e successivamente universitario a Johannesburg, entrò nel 1992 nella selezione del Transvaal in Currie Cup.
In quello stesso anno esordì negli Springbok contro la Nuova Zelanda sempre a Johannesburg, e vinse poi due Currie Cup consecutive nel 1993 e 1994.
Prese parte alla Coppa del Mondo di rugby 1995 con tre incontri; nella partita della fase ai gironi contro il Canada fu coinvolto in una rissa che valse al suo compagno di squadra James Dalton e ad altri due giocatori canadesi l'espulsione e la squalifica, e a Hendriks il deferimento e una sospensione di 90 giorni con conseguente esclusione dal torneo, che comunque il Sudafrica vinse.
Professionista nel 1996 nella franchise provinciale in Super Rugby dei Cats, oggi Lions, si ritirò nel 1997.

## Palmarès
- Coppe del mondo: 1
1995
- Currie Cup: 2
Transvaal: 1993, 1994